# Năng lượng tái tạo ở Scotland

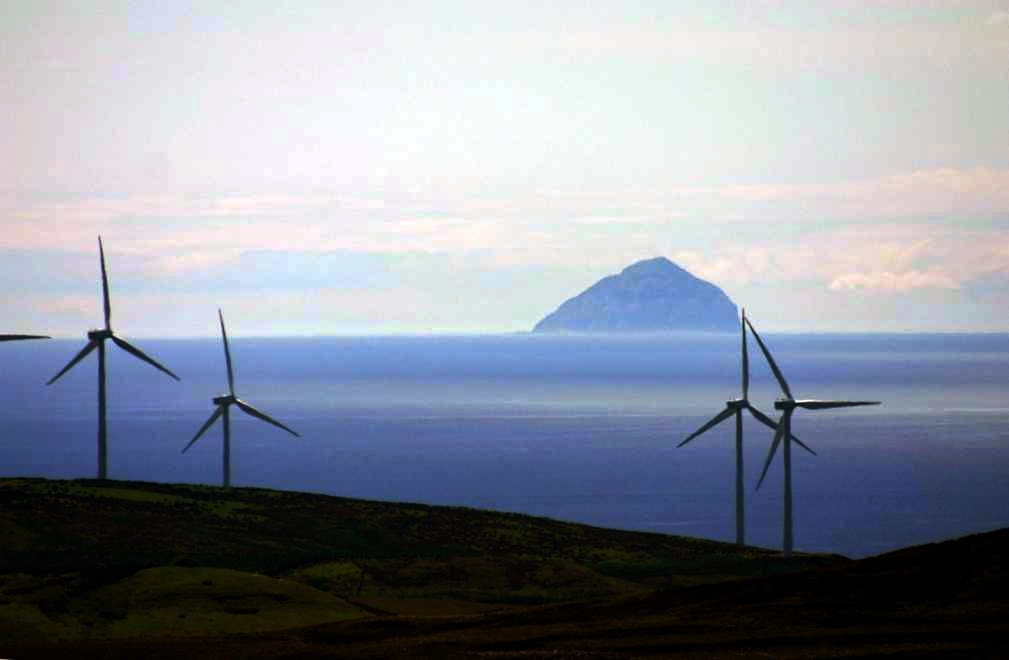
Gió, sóng và thủy triều chiếm hơn 80% năng lượng tái tạo tiềm năng của Scotland.

Việc sản xuất năng lượng tái tạo ở Scotland là một vấn đề hàng đầu trong kỹ thuật, kinh tế và chính trị trong những năm mở đầu của thế kỷ 21. Các cơ sở tài nguyên thiên nhiên cho việc tái tạo là rất đặc biệt dựa theo các tiêu chuẩn của liên minh châu Âu, và thậm chí cả các tiêu chuẩn toàn cầu. Ngoài công suất lắp đặt hiện có [a] là 1,3 gigawatt (GW) của đề án thủy điện, Scotland còn có một tiềm năng ước tính là 36,5 GW của năng lượng gió và 7,5 GW của năng lượng thủy triều, 25% tổng công suất ước tính cho Liên minh châu Âu và lên đến 14 GW tiềm năng của năng lượng sóng, 10% công suất của EU. Tổng công suất điện tái tạo có thể lên đến 60 GW hoặc nhiều hơn, lớn hơn đáng kể so với công suất hiện tại 10,3 GW từ tất cả các nguồn nhiên liệu chất đốt của Scotland.
Rất nhiều tiềm năng này vẫn chưa được khai thác, nhưng việc tiếp tục cải tiến trong kỹ thuật đang cho phép các nguồn tài nguyên có thể phục hồi được sử dụng nhiều hơn. Lo ngại liên quan đến thời điểm khai thác dầu toàn cầu đạt mức tối đa và biến đổi khí hậu có xu hướng đẩy cao lên các chương trình nghị sự chính trị và cũng khuyến khích sử dụng các nguồn nhiên liệu sinh học khác. Dù tài chính của nhiều dự án vẫn còn đầu cơ tích trữ hoặc phụ thuộc vào động lực thị trường, nó có thể là 1 điều ý nghĩa với tất cả các khả năng thay đổi dài hạn trong nền tảng kinh tế.

Ngoài kế hoạch tăng công suất phát điện ở quy mô lớn và sử dụng vi hệ các nguồn tài nguyên tái tạo, các đề án khác nhau liên quan đến giảm khí thải carbon cũng đang được nghiên cứu. Nhờ có sự hỗ trợ đáng kể từ các cộng đồng, cá nhân và các ban lãnh đạo, mối quan tâm về tác động của các công nghệ đến môi trường tự nhiên đã được thể hiện. Ngoài ra cũng còn có một cuộc tranh luận chính trị đang nổi lên về mối quan hệ giữa chọn địa điểm, với quyền sở hữu và quyền kiểm soát của các tài nguyên phân bố rộng rãi này.

## Hiện thực hóa tiềm năng
Vào tháng 1 năm 2006, tổng công suất lắp đặt điện tạo ra từ tất cả các dạng năng lượng tái tạo được ít hơn 2 GW, chiếm khoảng 1/5 trong tổng số năng lượng điện sản xuất tại Vương quốc Anh. Trước tháng 1 năm 2007,công suất năng lượng gió được phát triển nhanh chóng, đạt công suất 1 GW, tổng số năng lượng tái tạo tăng lên hơn 2,3 GW.Trước tháng 8 năm 2009 công suất năng lượng gió đã đạt một phần chỉ tiêu ngắn hạn là 1,5 GW và tổng công suất năng lượng tái tạo đã đạt trên 3,1 GW. Năng lượng tái tạo đang đóng góp trên 19% tổng số điện sản xuất, và khoảng 4% của tất cả các dạng năng lượng sử dụng. Cần lưu ý rằng điện sản xuất chỉ là một phần của ngân sách sử dụng năng lượng tổng thể. Năm 2002, Scotland tiêu thụ tổng cộng 175 Terawatt-giờ (TWh),ít hơn khoảng 2% so với năm 1990. Trong số này, chỉ có 20% được tiêu thụ ở dạng điện của người tiêu dùng, phần lớn năng lượng được sử dụng cho việc đốt dầu (41%) và khí (36%).
Scotland cũng có số lượng đáng kể khoáng sản nhiên liệu hóa thạch, trong đó có dầu chiếm 62,4% trữ lượng của EU, khí
chiếm 12,5% trữ lượng của EU và than đá chiếm 69% trữ lượng của Anh. Tuy nhiên, Chính phủ Scotland đã đặt mục tiêu đầy tham vọng để sản xuất năng lượng tái tạo. Năm 2005, mục tiêu đã được đặt ra là 18% sản lượng điện của Scotland sẽ được tạo ra bởi các nguồn năng lượng tái tạo vào năm 2010, và tăng tới 40% vào năm 2020. Trong năm 2007, mục tiêu được tăng lên đến 50% điện từ năng lượng tái tạo vào năm 2020, với một mục tiêu tạm thời là 31% vào năm 2011. Một năm sau đó, các mục tiêu mới nhằm giảm phát hoàn toàn 80% khí thải nhà kính vào năm 2050 đã được công bố và sau đó xác nhận trong kế hoạch Delivery Thay đổi Khí hậu năm 2009. MAF Smith, giám đốc của Ủy ban Phát triển bền vững ở Scotland cho biết: "Các chính phủ trên khắp thế giới đang ngần ngại khi thực hiện những hành động cần thiết. Chính phủ Scotland phải được khen thưởng cho các ý định tiên phong của mình".
Một lý do quan trọng cho tham vọng này là trên thế giới đang gia tăng mối quan tâm quốc tế về con người gây ra biến đổi khí hậu. Các đề xuất của Ủy ban quốc gia về ô nhiễm môi trường rằng khí thải carbon dioxide nên được giảm 60% đã được đưa vào Energy White Paper năm 2003 của chính phủ Anh. Năm 2006 Stern Review đề xuất giảm 55% vào năm 2030. Báo cáo
đánh giá gần đây của các chính phủ về Biến đổi khí hậu lần thứ tư đã tăng thêm thông tin về vấn đề này.

## Năng lượng gió

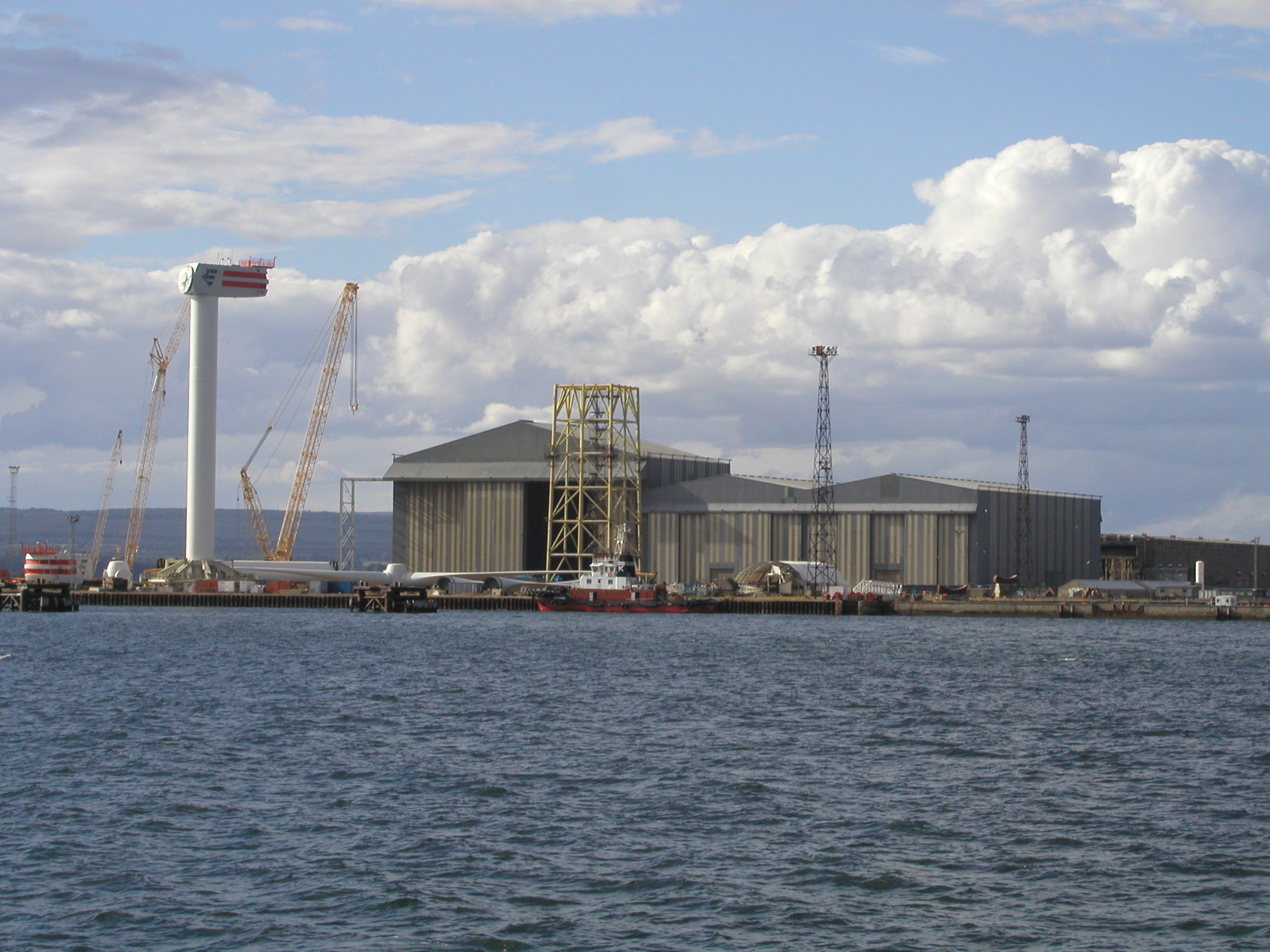
tua bin 5 MW gió được xây dựng tại bãi chế tạo Nigg trên Firth Cromarty

Năng lượng gió là một công nghệ tái tạo và sản xuất không có hiệu ứng khí nhà kính trong khi hoạt động, mặc dù chắc chắn một số được sản xuất trong quá trình xây dựng và vận tải. Con số liên quan chính xác là một vấn đề gây tranh cãi. Các nhà sản xuất thường tuyên bố rằng lượng khí thải carbon sẽ được 'trả lại' trong vòng 3-18 tháng sản xuất, nhưng nghiên cứu gần đây khẳng định rằng các tuabin nằm trên đầm lầy than bùn tạo ra khí thải phụ có thể gia tăng đến 8 năm trở lên.
Những tua-bin gió được phát triển nhanh nhất trong công nghệ năng lượng tái tạo ở Scotland. Hầu hết các tua bin ở EU sản xuất điện ở mức trung bình 25% công suất tối đa của họ dựa theo tình trạng của các nguồn tài nguyên gió, nhưng năng lượng gió của Scotland cung cấp trung bình 40% hoặc hơn thế tại phía tây và bờ biển phía bắc. Một trang trại gió nhỏ trên Shetland với 5 tuabin Vestas V47 660 mã lực gần đây đạt được một kỷ lục thế giới với 58% công suất trong suốt một năm.
Hiện nay có rất nhiều các nhà máy điện lớn trên đất liền bao gồm Black
Law với công suất hơn 96 MW, Hadyard Hill Wind Farm - một trong những trang trại gió đầu tiên tại Anh có thể tạo ra hơn 100 MW, và
Whitelee Wind Farm, một dự án trang trại gió lớn nhất trên đất liền ở châu Âu với công suất 322 MW. Tuy nhiên việc chọn địa điểm của tua bin đã trở thành một vấn đề gây tranh cãi giữa những lo ngại về giá trị cảnh quan thiên nhiên.
Theo ước tính công suất của gió trên đất liền là 11,5 GW, đủ để cung cấp 45 TWh năng lượng. Gấp đôi con số đó là ở ngoài khơi, nơi có tốc độ gió lớn hơn trên đất liền. Tiềm năng ngoài khơi được ước tính ở mức 25 GW, mặc dù lắp đặt tốn kém hơn, nhưng có thể đủ để cung cấp gần một nửa tổng số năng lượng được sử dụng ở Scotland. Các tuabin ngoài khơi đầu tiên được vận hành bởi Talisman Energy, người đã dựng lên hai máy lớn 25 km (13 hải lý) ngoài khơi tiếp giáp với các mỏ dầu Beatrice. Các tua bin cao 88 mét (289 ft) với các cánh dài 63 mét (207 ft) và có công suất 5 MW, nằm trong số những tuabin lớn nhất thế giới.
Kế hoạch khai thác lên đến 4,8 GW về tiềm năng trong nội bộ Moray Firth và Firth of Forth đã được công bố vào tháng 1 năm 2010. Moray Offshore Renewables và SeaGreen Wind Energy đã được trao thưởng hợp đồng phát triển của Crown Estate như là một phần của sáng kiến toàn Vương quốc Anh. Cũng trong năm 2010, các cuộc thảo luận được tổ chức giữa Chính phủ Scotland và Statoil của Na Uy nhằm phát triển một trang trại gió 5-tuabin nổi, có thể được đặt tại Fraserburgh.

## Năng lượng sóng

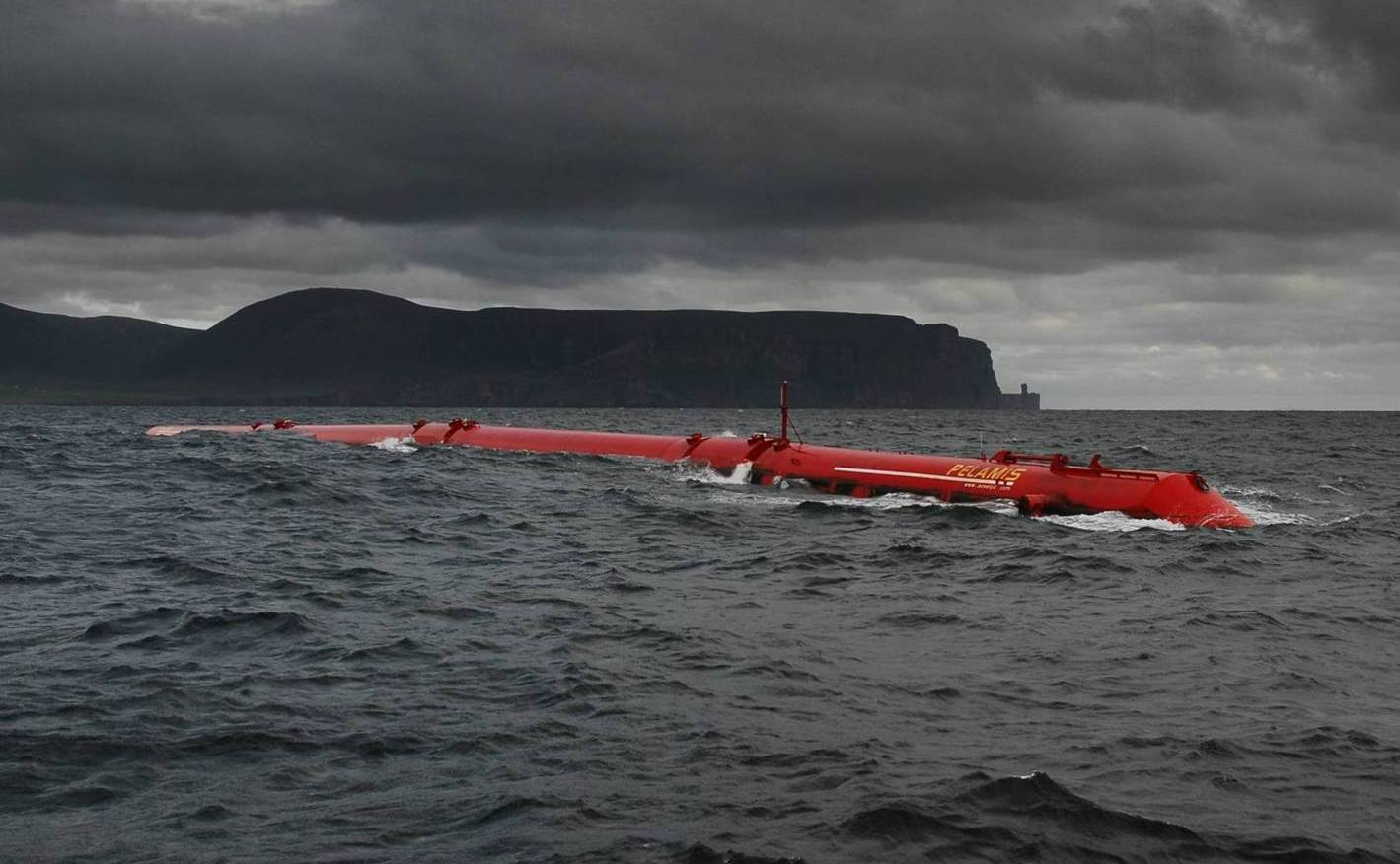
Vị trí Pelamis tại EMEC, vị trí quy hoạch cho nông trại sóng đầu tiên của Scotland.

Các hệ thống khác nhau đang được phát triển hiện nay nhằm khai thác tiềm năng to lớn của năng lượng sóng ngoài bờ biển của Scotland. Pelamis Wave Power (trước đây là Ocean Power Delivery) là một công ty có trụ sở tại Edinburgh với hệ thống Pelamis đã được thử nghiệm tại Orkney và Bồ Đào Nha. Các thiết bị này dài 150 mét (492 ft), đường kính 35 mét (114,8 ft) đặt nổi thu các tác động cơ học của sóng. Tương lai các dự án nông trại sóng có thể bao gồm bố trí các máy 750 kW liên kết với nhau nối với bờ bằng một dây cáp truyền dẫn dưới biển...
Một phương pháp khác được sử dụng bởi 500 LIMPET (nơi cài đặt trạm chuyển đổi năng lượng biển) chuyển đổi năng lượng cài đặt trên đảo Islay bởi Wavegen Ltd. Nó là một đơn vị trên bờ và tạo ra năng lượng khi sóng vỗ lên bờ biển, tạo áp lực bên trong 1 cột nước có xu hướng dao động. Điều này sẽ tạo ra năng lượng bằng khí nén như các máy phát điện đôi 250 kW. Islay LIMPET được công khai vào năm 2001 và là thiết bị sóng quy mô thương mại đầu tiên trên thế giới. Các nhà sản xuất đang phát triển một hệ thống lớn hơn ở quần đảo Faroe.
Kinh phí cho nông trại sóng đầu tiên của Anh được công bố bởi Scottish Executive vào ngày 22 Tháng 2 năm 2007. Nó sẽ lớn nhất thế giới, với công suất 3 MW được tạo ra bởi bốn máy pelamis với chi phí hơn 4 triệu bảng Anh. Kinh phí này là một phần của gói tài trợ mới 13 triệu bảng Anh cho các dự án năng lượng ngoài biển ở Scotland, nó cũng sẽ hỗ trợ để phát triển hệ thống sóng PowerBuoy của Oyster Aquamarine và Ocean Power Technology, thiết bị sóng phụ biển của AWS Ocean Energy, thiết bị thả nổi ScotRenewables 1,2 MW, thủy triều của Cleantechcom gia tăng kế hoạch cho những rào cản Churchill giữa các đảo Orkney, vòng tua bin thủy triều Open Hydro, và phát triển hơn nữa hệ thống Wavegen đề xuất cho Lewis cũng như thêm 2.500.000 £ cho Trung tâm năng lượng biển châu Âu (EMEC), trụ sở ở Orkney Đây là điều thuận lợi cho những nghiên cứu trở lại của Scottish Executive để cài đặt hệ thống thử nghiệm sóng tại Billia Croo trên đất liền Orkney và các trạm thử nghiệm năng lượng thủy triều trên hòn đảo gần đó của Eday. Tại lễ khai mạc chính thức của dự án Eday, đã được mô tả như là "loại hình đầu tiên trên thế giới thiết lập để cung cấp cho việc phát triển thiết bị năng lượng thủy triều và năng lượng sóng với mục đích-xây dựng cơ sở thực hiện kiểm tra. "
Các Dự án Năng lượng Sóng Siadar được công bố vào năm 2009. Đây là hệ thống 4 MW được xây dựng bởi npower Renewables và Wavegen, 400 mét ngoài khơi bờ biển của Siadar Bay, ở Lewis. Đầu năm 2010 hai khu vực đã được xác định cho sự phát triển quan trọng của năng lượng gió ngoài khơi, trong lưu vực Moray Firth và ngoài Firth của Forth. Ngay sau đó, Chính phủ dành riêng mười một vị trí cho họ để xây dựng đến 8.000 tuabin ngoài khơi vào năm 2020.Chúng bao gồm Campbeltown và Hunterston, bốn vị trí trước đó được sử dụng để chế tạo dầu ngoài khơi tại Ardersier, Nigg Bay, Arnish và Kishorn và năm vị trí bờ biển phía đông từ Peterhead đến Leith. Vào tháng 5 năm 2010,hệ thống pelamis "Vagr Atferd P2" 750 kW đã được đưa ra để thử nghiệm bởi EMEC. Thiết bị này nặng 1500 tấn và dài 180 mét.

## Năng lượng thủy triều

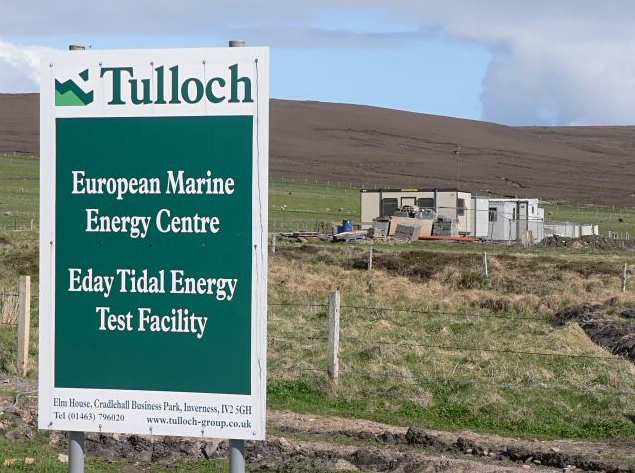
Vị trí Trung tâm Năng lượng thủy triều biển châu Âu thử nghiệm năng lượng được xây dựng ở Eday

Không giống như gió và sóng, năng lượng thủy triều là một nguồn năng lượng dự đoán được. Tuy nhiên công nghệ này đang ở trong giai đoạn phôi thai và rất nhiều thiết bị đang trong giai đoạn nguyên mẫu. Ngày nay những thiết bị được biết đến là những tháp hình ống cao với ba lưỡi, gắn liền với nó là tuabin gió đặc trưng, nhưng 25 năm trước đây có nhiều hệ thống khác nhau đã được thử nghiệm. Đây là tình hình hiện nay đối với năng lượng thủy triều. Một số hệ thống thu năng lượng từ thủy triều theo hướng thẳng đứng. Thủy triều này được đưa vào và làm tăng mực nước trong lưu vực.Khi thủy triều giảm, nước trong lưu vực sẽ được thải ra qua dòng năng lượng điện từ tua-bin. Dòng năng lượng được thu từ dòng chảy của thủy triều, thường sử dụng cây trồng dưới nước giống như tuabin gió nhỏ. Đến nay chỉ có duy nhất máy thủy triều lắp đặt tại cửa sông Rance tại Anh có kích thước 240 MW được xếp hạng, đã được điều hành thành công trong hơn 25 năm, mặc dù có rất nhiều dự án nhỏ khác trên khắp thế giới. Một ví dụ là thiết bị Marine Current Turbines SeaGen 1,2 MW tại Strangford Lough ở Bắc Ireland, tua bin thủy triều có quy mô thương mại đầu tiên trên thế giới.
Cửa sông Pentland giữa Orkney và đất liền Scotland đã được mô tả là "Ả Rập Saudi của thủy triều" và có thể có khả năng tạo ra tới 10 GW. Trong tháng 3 năm 2010 tổng cộng mười vị trí trong khu vực, có khả năng cung cấp một công suất lắp đặt là 1,2 GW của thủy triều và sóng đã được cho thuê bởi Crown Estates. Một số vị trí khác với tiềm năng thủy triều đáng kể tồn tại trong quần đảo Orkney. Dòng thủy triều trên bờ biển phía tây ở Kyle Rhea giữa Skye và Lochalsh, phía bắc Grey Dog Scarba, Mor Dorus ra Crinan và Vịnh Corryvreckan cũng cung cấp triển vọng đáng kể.
Vào tháng 8 năm 2010,tua-bin AK-1000 của Tổng công ty Tài nguyên Atlantis, có lưỡi 18 mét (59 ft) được công bố tại Invergordon. Nó được coi là tuabin thủy triều lớn nhất từng được chế tạo và sẽ được thử nghiệm bởi EMEC tại Eday. Một công ty tương tự đã thông báo rằng họ đang xem xét một địa điểm gần Lâu đài Mey cho một trung tâm dữ liệu máy tính mà có thể được cấp điện từ một hệ thống thủy triều trong Pentland Firth. Trong Tháng 10 năm 2010 tại MeyGen, liên minh của Morgan Stanley, Tổng công ty Tài nguyên Atlantis và International Power, nhận được một hợp đồng thuê 25 năm hoạt động từ Crown Estate cho một dự án năng lượng thủy triều 400MW ở [Pentland [Firth]].
Trong năm 2010, công bố tuabin 10 HS1000 của Na Uy, mỗi cái có khả năng tạo ra 1 MW, có thể được lắp đặt tại Sound của Islay, và sân BiFab tại Arnish đã giành được một hợp đồng 2 triệu bảng để xây dựng một số thành phần của cấu trúc. Tháng ba sau dự án, dãy thủy triều lớn nhất trên thế giới, đã được sự chấp thuận của Chính phủ Scotland với 10 tua bin thủy triều được dự đoán tạo ra đủ điện cho hơn 5.000 ngôi nhà. Nó sẽ được đặt ở ngoài khơi bờ biển phía tây Sound of Islay vì ở đó đáp ứng cả hai điều kiện là dòng chảy cao và tránh được bão.

## Thủy điện

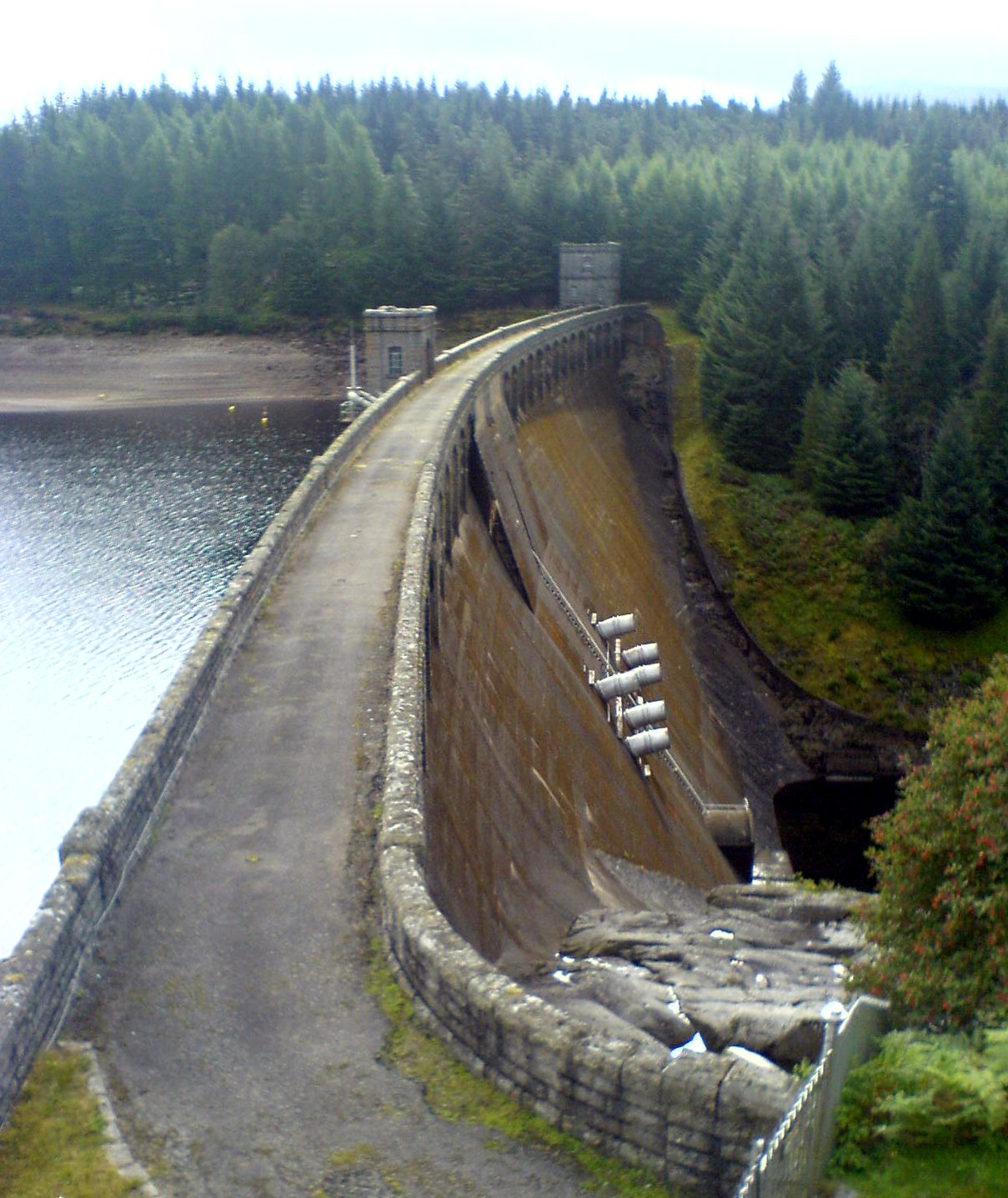
Một điển hình đập thủy điện cao nguyên ở Loch Laggan

Scotland có nguồn năng lượng thủy điện bằng 85% của Anh, phần lớn trong số đó được phát triển bởi Hội đồng thủy điện Bắc Scotland trong năm 1950. "Hội đồng thủy điện", với "năng lượng từ glens", là một ngành công nghiệp quốc hữu tại thời điểm đó mặc dù nó đã được tư nhân hóa năm 1989 và hiện là một phần của Scotland và Southern Energy plc.
Nhiều thung lũng ở xa bị ngập bởi những đề án, nhiều nhất là liên quan đến đường hầm qua núi cũng như sông xây đập. Emma Wood, tác giả của một nghiên cứu của các nhà tiên phong đã viết:

Tôi đã nghe nói về nông trại, thôn bản bị chìm,, phá hoại của cá hồi và Inverness có thể bị cuốn trôi như thế nào nếu đập bị vỡ. Tôi được nghe kể về mạch rất lớn của các tinh thể họ đã tìm thấy khi họ đào hầm sâu dưới núi..

Công suất hiện tại là 1,33 GW [4] và bao gồm phát triển lớn như Đề án MW Breadalbane 120 và hệ thống Tummel 245 MW. Người ta ước tính rằng ít hơn 0,3 GW khác vẫn sẵn sàng để phát triển. Có thêm tiềm năng cho chương trình lưu trữ mới máy bơm mà có thể làm việc tốt với các nguồn năng lượng liên tục như gió và sóng. Ví dụ như đập Cruachan 440 MW và Falls 300 MW của chương trình Foyers. Dự án Glen Doe 100MW hiện đang được xây dựng và dự án công trình dân dụng lớn nhất của Scotland, là lần đầu tiên chương trình quy mô lớn tại Scotland trong gần năm mươi năm, nhưng có thể sẽ là một trong những dự án cuối cùng của loại hình này.
Chắc chắn có tiềm năng hơn nữa với các chương trình sông địa phương hoạt động quy mô nhỏ như Knoydart và Kingussie, nhưng hiệu quả tổng thể của các đề án như vậy, mặc dù quan trọng tại địa phương, sẽ trở nên nhỏ bé trên cơ sở một quốc gia. Việc sản xuất thủy điện có một lịch sử lâu dài ở Scotland, nhưng cho rằng khu vực lưu vực sẵn có hầu như tất cả được khai thác không chắc là sẽ có phạm vi cho sự phát triển của một lượng đáng kể của sự phát thủy điện mới.

## Nhiên liệu sinh học

### Diesel sinh học
Có nhiều chương trình nhiên liệu sinh học khác nhau tồn tại hiện nay, và giống như hầu hết các năng lượng tái tạo khác, chủ đề này ngày càng được quan tâm.. Westray Development Trust vận hành một chiếc xe diesel sinh học lấy chất đốt bởi loại dầu thực vật còn sót lại từ cá outlets ở quần đảo Orkney. Trên một quy mô lớn hơn, nhà máy của Argent Energy tại Motherwell tái chế mỡ và dầu ăn đã sử dụng để sản xuất 50 triệu lít diesel sinh học mỗi năm.
Một lợi ích lớn của nhiên liệu sinh học là thải khí carbon ít hơn, mặc dù cân bằng năng lượng của nhiên liệu sinh học lỏng là một vấn đề tranh cãi. Nghiên cứu đang được tiến hành chuyển đổi dầu của hạt cải dầu thành nhiên liệu sinh học, và các nhiên liệu sinh học châu Âu có ý định để đảm bảo rằng 5,75% nhiên liệu vận tải của châu Âu đến từ các nguồn tái tạo vào năm 2010. Tuy nhiên, dầu thực vật được sử dụng ở Vương quốc Anh chỉ có đủ để đóng góp 0,38% nhu cầu nhiên liệu hiện tại và nếu tất cả các vùng đất canh tác tại Vương quốc Anh đã được chuyển sang cây trồng nhiên liệu sinh học này sẽ vẫn chỉ đáp ứng 22% nhu cầu hiện tại cho vận tải đường bộ. Mối lo ngại nghiêm trọng về đạo đức của việc trồng nhiên liệu sinh học ở các nước đang phát triển và nhập khẩu nhiên liệu tới châu Âu đã được đưa ra trên cơ sở đó cây nhiên liệu sinh học có thể thay thế cây lương thực rất cần thiết. Chuyển đổi bất kỳ hệ thống giao thông chính thống với một lượng tái tạo cũng bao gồm các câu hỏi hóc búa mà người tiêu dùng sử dụng cơ sở hạ tầng phải được đặt đúng chỗ, nhưng ở mức độ cao sử dụng có thể cần thiết để tài trợ cho cơ sở hạ tầng. Do đó làm chậm sự phát triển ở các loại xe dùng năng lượng tái tạo với rất nhiều exception.
Do mùa phát triển tương đối ngắn cho cây trồng tạo ra đường, ethanol không phải là sản xuất thương mại như là xăng ở Scotland hiện nay. Tuy nhiên có những phát triển đáng khích lệ về sự phân hủy cellulose có thể cho phép cây cỏ hoặc cây trồng được sử dụng cho mục tiêu này trong tương lai và có thể chứng minh là có lượng khí thải carbon thấp hơn so với kỹ thuật sản xuất khác.

### Khí sinh học, phân hủy kỵ khí và khí bãi rác
Khí sinh học, hay khí bãi rác, là một nhiên liệu sinh học được sản xuất thông qua giai đoạn trung gian của tiêu hóa kỵ khí gồm chủ yếu là 45-90% mêtan sinh học được sản xuất và carbon dioxide. Đầu năm 2007 một cơ sở tiêu hóa kỵ khí ưa nhiệt được đặt tại Stornoway ở Western Isles. Các Cơ quan Bảo vệ Môi trường Scotland (SEPA) và Hiệp hội Năng lượng tái tạo cũng đi đầu đối với việc thành lập một digestate tiêu chuẩn để tạo thuận lợi cho việc sử dụng các kết quả đầu ra vững chắc từ bể phân hủy vào đất. Tiêu hóa kỵ khí và cơ sở điều trị cơ khí sinh học đã được quy hoạch tại một số địa điểm khác tại Scotland, như Westray.
Khí sinh học (chủ yếu là mêtan) - sản xuất từ sự tiêu hóa kỵ khí của vật chất hữu cơ - đã được thừa nhận là một nguyên liệu có giá trị và phong phú. Ước tính có 0,4 GW công suất phát điện có thể là có sẵn từ chất thải nông nghiệp tại Scotland. Scotland Executive và SEPA đã tài trợ bảy trang trại gieo trồng thử nghiệm quy mô nhỏ với tiêu hóa kỵ khí cho công ty Greenfinch của Anh tại Tây Nam Scotland. vị trí bãi rác có tiềm năng hơn 0,07 GW như các vị trí bãi rác Avondale tại Falkirk đang sử dụng tiềm năng của họ.

### Sinh khối rắn
Chất đốt bằng gỗ gần như chắc chắn vượt qua thủy điện, gió để trở thành nguồn năng lượng tái tạo lớn nhất hiện nay. Rừng của Scotland, hiện đang chiếm tới 60% các cơ sở tài nguyên Vương quốc Anh, có thể cung cấp lên tới 1 triệu tấn nhiên liệu gỗ / năm. Việc cung cấp năng lượng sinh khối tại Scotland có thể lên đến 450 MW hoặc cao hơn trong những năm tới, (chủ yếu từ gỗ), với các nhà máy điện yêu cầu các lò 4,500-5,000 tấn khô / năm cho mỗi megawatt công suất được tạo ra. công ty năng lượng E. ON đã xây dựng nhà máy điện sinh khối 44 MW tại Lockerbie bằng cách sử dụng cây trồng có nguồn gốc tại địa phương  trong khi nhà máy điện nhỏ hơn không đáng kể EPR Westfield tại Fife sản xuất 9,8 MW sản lượng bằng cách sử dụng rác thải ổ gà làm nhiên liệu.Ủy ban Lâm nghiệp đang phát triển một Kế hoạch sinh khối hành động Scotland kết hợp với Ban Chấp hành Scotland, và sau này sẽ cung cấp chương trình viện trợ 7.500.000 £ để hỗ trợ năng lượng sinh khối. Ngày càng có nhiều nhu cầu nồi hơi tự động sử dụng chất đốt gỗ để có thể thuận tiện sử dụng như hệ thống sưởi ấm thông thường, và có thể rẻ hơn để chạy như là cacbon trung tính.
Ngoài ra còn có tiềm năng địa phương cho những cây trồng năng lượng như liễu ngắn ngày hoặc bụi rậm dương, cỏ năng lượng Miscanthus, chất thải nông nghiệp như rơm rạ và phân bón, và dư lượng lâm nghiệp. Những cây trồng này có thể tạo ra công suất 0,8 GW.

## Vi hệ thống

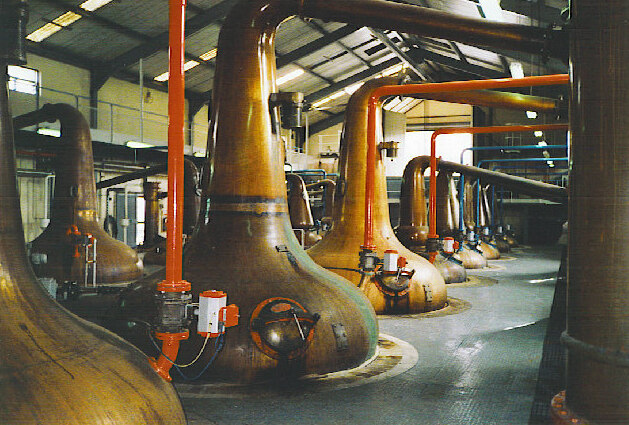
Rượu Whisky có vai trò trong việc giữ ấm tại Scotland.

Energy Saving Trust đã ước tính rằng micro-generation có thể cung cấp đáng kể nhu cầu điện của Anh vào năm 2050 mặc dù chỉ là một phần của điều này sẽ đến từ các nguồn tái tạo. Sản lượng cuar Scotland hiện tại là không đáng kể. Vào tháng 5 năm 2006,Bộ trưởng cộng đồng Malcolm Chisholm đưa ra lời khuyên lưu ý kế hoạch thúc đẩy năng lượng tái tạo micro. Dự án quy mô nhỏ 'wind2heat', sử dụng tua bin gió để lưu trữ điện máy sưởi trực tiếp, đã được chứng minh là thành công tại khu vực nông thôn vùng sâu vùng xa; cũng như nhiều đề án địa phương khác như máy bơm không khí nhiệt.
Rượu Whisky góp phần quan trọng trong giải trí tại địa phương. Caithness Heat and Power đã công bố kế hoạch để giải quyết nhiên liệu thô tại Wick bằng cách sử dụng chip gỗ CHP đề án hợp tác với các Pulteney Old Distillery Trên đảo Islay, một hồ bơi được làm nóng bằng cách sử dụng nhiệt thải từ các Bowmore chưng cất. Tại Edinburgh, Tynecastle High School, dự kiến sẽ được hoàn thành trong năm 2010, sẽ được nung nóng bởi nhiệt thải từ các nước láng giềng Bắc Anh Distillery. Trong năm 2009, Diageo Cameron Bridge công bố kế hoạch cho một công trình £ 65000000 để tạo ra năng lượng từ trải qua "wash" được tạo ra trong quá trình sản xuất, sẽ nhằm mục đích để thay thế 95% của kế hoạch sử dụng nhiên liệu hóa thạch hiện tại.
Ngoài ra còn có số lượng ngày càng tăng của hệ thống Micro thủy điện trên nguồn nước nhỏ, đặc biệt ở các địa điểm nông thôn xa xôi.

### Năng lượng mặt trời

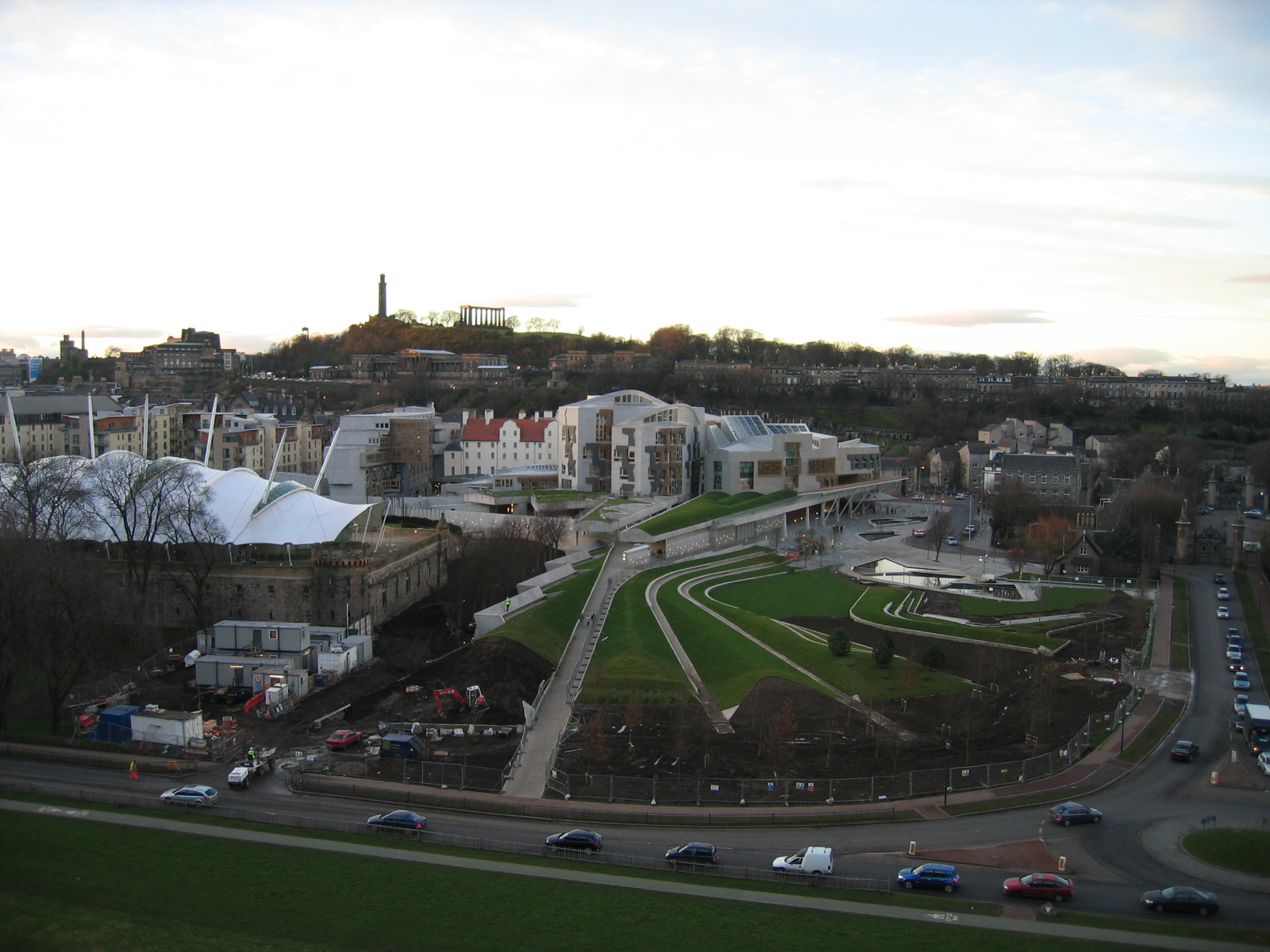
Nghị viện Scotland tại Edinburgh. Có thể nhìn thấy tấm pin năng lượng mặt trời ở bên trái của trung tâm.

Mặc dù mức độ giờ nắng của Scotland tương đối thấp, nhưng tấm pin nhiệt mặt trời vẫn có thể làm việc hiệu quả và nó có khả năng tạo ra nước nóng ngay cả khi trời nhiều mây. Công nghệ này được phát triển trong những năm 1970 và đã đứng vững với các công trình lắp đặt khác nhau, mặc dù năng lượng mặt trời AES có trụ sở tại Forres (nhà cung cấp các panel cho các tòa nhà Quốc hội Scotland) là nhà sản xuất duy nhất của Scotland.
Giá của panel quang điện tạo ra điện ở Scotland hiện tại là không cạnh tranh. Việc giới thiệu Feed-trong thuế quan vào tháng 4 năm 2010 sẽ rút ngắn thời gian hoàn vốn vào chi phí cho 1 cài đặt PV, làm cho năng lượng mặt trời PV trở thành một hình thức cạnh tranh của các thế hệ năng lượng tái tạo. Quá trình lắp đặt lớn nhất ở Scotland là một hệ thống 21 kWp tại trường trung học E. Sir Scott Tarbert, Harris. Tài nguyên thực tế của Vương quốc Anh ước tính khoảng 7,2 TWh / năm, trong khi đó của Scotland là tương đương xấp xỉ 70 MW hoặc ít hơn của công suất lắp đặt.
Các "hệ thống năng lượng đường bộ" sử dụng các đường ống nước được chôn dưới một lớp của nhựa đường. Trong mùa hè, các nhựa đường bị nung nóng bởi ánh nắng mặt trời mà lần lượt làm nóng nước trong các đường ống. Nước này có thể được lưu trữ trong một tầng chứa nước ngầm và các chiết xuất nhiệt vào mùa đông bằng cách sử dụng bơm nhiệt. Hệ thống có thể được sử dụng để làm ấm hoặc mát đường, giữ cho chúng đóng băng hoặc phòng hóa lỏng do quá nóng. Ngoài ra, năng lượng lưu trữ có thể được sử dụng để làm mát các tòa nhà. Hệ thống này được phát triển tại Hà Lan đã được cấp phép bởi Ullapool dựa trên hệ thống năng lượng vô hình, những người đã cài đặt công nghệ bãi đậu xe của họ.

### Năng lượng địa nhiệt
Năng lượng địa nhiệt thu được bằng cách khai thác chính sức nóng của trái đất. Hầu hết các hệ thống ở Scotland cung cấp nhiệt thông qua một bơm nhiệt ở nguồn trệt, mang lại năng lượng cho các bề mặt thông qua các đường ống nông. Một ví dụ là dự án Glenalmond Street ở Shettleston, trong đó sử dụng sự kết hợp của năng lượng mặt trời và địa nhiệt để sưởi ấm 16 ngôi nhà. Nước trong một mỏ than 100 mét (328 ft) dưới mặt đất được làm nóng bằng năng lượng địa nhiệt và duy trì ở nhiệt độ khoảng 12 °C (54 °F) trong suốt cả năm. Nước nóng được nâng lên và đi qua một máy bơm nhiệt, tăng nhiệt độ đến 55 °C (131 °F), và sau đó được phân phối cho các ngôi nhà để cung cấp nhiệt sưởi ấm.
Mặc dù các máy bơm có thể không được cung cấp từ các nguồn tái tạo, có tới bốn lần năng lượng sử dụng có thể được phục hồi. Chi phí lắp đặt có thể khác nhau từ £ 7.000 đến £ 10.000, và trợ cấp có thể sẵn có từ các cộng đồng người Scotland và Householders Renewables Initiative điều hành bởi Cộng đồng Năng lượng Scotland đối với tài sản trong nước lên đến tối đa là £ 4000. Hàng năm có thể thu được đến 7,6 TWh năng lượng trên cơ sở từ nguồn năng lượng này.

## Các biện pháp giảm lượng khí thải carbon
Rõ ràng là nếu lượng khí thải carbon được giảm, một kết hợp tăng sản phẩm từ năng lượng tái tạo và giảm tiêu thụ năng lượng nói chung và các nhiên liệu hóa thạch nói riêng sẽ rất cần thiết. Mặt khác, Gordon Brown,Bộ trưởng Tài chính của Anh sau này, công bố vào tháng 10 năm 2006 rằng trong vòng một thập kỷ tới tất cả những ngôi nhà mới sẽ phải được "không còn carbon". Một loạt các tùy chọn khác tồn tại, hầu hết trong số đó có thể ảnh hưởng đến phát triển công nghệ tái tạo ngay cả khi chúng không tự sản xuất năng lượng từ các nguồn tái tạo.

### Các tùy chọn năng lượng tái tạo
Nhiều ý kiến khác cho năng lượng tái tạo giai đoạn đầu phát triển, chẳng hạn như chuyển đổi nhiệt năng đại dương, làm mát hồ nước sâu, và năng lượng xanh, đã ít nhận được sự quan tâm ở Scotland, có lẽ bởi vì tiềm năng như vậy là đáng kể cho công nghệ ít đầu cơ.

### 
Carbon offsetting bao gồm bồi thường của cá nhân, tổ chức cho việc sử dụng nhiên liệu hóa thạch bằng cách tạo các khoản thanh toán cho các dự án nhằm mục đích trung hòa tác động của các khí thải carbon. Mặc dù ý tưởng này đã trở thành thời thượng, các lý thuyết đã nhận được những lời chỉ trích nghiêm trọng về sự chậm trễ.
Tuy nhiên, một lựa chọn đáng tin cậy là có thể trồng cây trong vùng sinh học địa phương và duy trì rừng trên cơ sở lâu dài, do đó giảm cacbon được sản xuất bởi đốt nhiên liệu hóa thạch. Trong điều kiện đang phát triển của Anh phương pháp này có thể bù đắp cho cacbon tại một tỷ lệ là 200 tấn/ km vuông (0,89 tấn / mẫu Anh) được trồng trong khoảng thời gian 100 năm. Do đó, một rừng trồng 4 kilômét vuông (988 mẫu Anh) có thể hấp thụ về 200 tấn carbon trong hơn 25 năm. Điều này tương đương với 10.000 tấn khí carbon dioxide. Các điểm yếu của phương pháp này bao gồm sự không chắc chắn về việc liệu gieo trồng có thể diễn ra thường xuyên và ai sẽ đảm bảo điều đó trong tương lai. Tuy nhiên,có thể có độ tin tưởng lớn hơn trong 1 dự án khả quan gần đây hơn là một dự án xa xôi.

### Những thách thức và cơ hội của các năng lượng không tái tạo
Các công nghệ sau đây là biện pháp giảm tác động của khí thải carbon và là một khía cạnh quan trọng của các cuộc tranh luận về năng lượng ở Scotland và được bao gồm đầy đủ ở đây cho. Hiệu lực của chúng có khả năng ảnh hưởng đến định hướng tương lai của năng lượng tái tạo thương mại, nhưng chúng không phải là hình thức tự sản xuất năng lượng tái tạo.
Carbon cô lập: Còn được gọi là thu và lưu trữ cacbon, công nghệ này liên quan đến việc lưu trữ khí carbon dioxide (CO2), một sản phẩm của quá trình công nghiệp qua sự bơm của nó vào các mỏ dầu. Nó không phải là một hình thức sản xuất năng lượng tái tạo, nhưng nó có thể là một cách để làm giảm đáng kể ảnh hưởng của nhiên liệu hóa thạch trong khi năng lượng tái tạo được thương mại hóa. 	
Nó cũng có thể là một bước trung gian hướng tới một 'nền kinh tế hydro' (xem bên dưới), trong đó hoặc có thể cho phép phát triển tái tạo hơn nữa hoặc có thể hình dung ra cạnh tranh với nó. Các công nghệ này đã được đi tiên phong thành công tại Na Uy nhưng vẫn còn là một khái niệm chưa được thử nghiệm.
Công nghệ 'than sạch': Nó đã được dự tính sẽ là năm 2020-2025 trước khi bất kỳ nhà máy điện than sạch quy mô thương mại(nhà máy điện đốt than với thu và cô lập cacbon) được áp dụng rộng rãi. Hơn nữa, một số đã chỉ trích phương thức than sạch. và đó là phương thức tốt nhất giảm dần lượng khí thải carbon. Nó không phải là một hình thức sản xuất năng lượng tái tạo, mặc dù như cô lập cácbon cung cấp một thách thức thương mại đáng kể để phát triển năng lượng tái tạo. Trong năm 2009 một giấy phép để thử nghiệm công nghệ than gassification dưới lòng đất tại Fife được cấp cho Thornton New Energy. However, a plan to build a new "clean coal" power station at Hunterston collapsed in 2009 after financial backing was withdrawn.
Năng lượng hạt nhân: Năng lượng tái tạo là một khái niệm thường không bao gồm năng lượng hạt nhân mặc dù quan điểm này đã bị phản đối.
Sự đốt cháy: Có một nhà máy đốt chất thải thành năng lượng thành công tại Lerwick ở Shetland đã đốt cháy 22.000 tấn chất thải mỗi năm và cung cấp để sưởi ấm hơn 600 người dùng. Mặc dù các nhà máy như vậy tạo ra khí thải carbon thông qua các quá trình cháy của vật liệu sinh học và chất thải nhựa (nguồn gốc từ nhiên liệu hóa thạch), họ cũng làm giảm thiệt hại cho khí quyển từ việc tạo ra mêtan tại hố chôn rác. Đây là một khí nhà kính gây thiệt hại hơn nhiều so với lượng khí carbon dioxide sản xuất trong quá trình đốt cháy, mặc dù các hệ thống khác không liên quan đến việc sưởi ấm có thể có một lượng khí thải carbon tương tự như bãi chôn lấp.

### Khí hydro

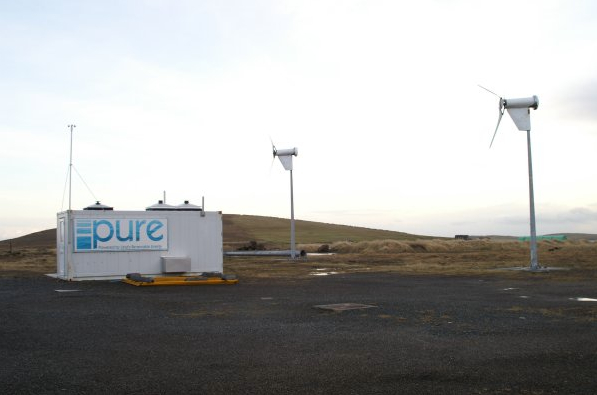
Hypod và cối xay gió ở các trang web PURE trên Unst

Mặc dù hydro cung cấp tiềm năng quan trọng là thay thế cho các hydrocarbon như là một người vận chuyển năng lượng, hydro không phải cũng như không kết hợp các công nghệ pin nhiên liệu là nguồn năng lượng trong chính nó. Tuy nhiên, sự kết hợp các công nghệ tái tạo và hydro được quan tâm đáng kể cho những tìm kiếm thay thế nhiên liệu hóa thạch. Có một số dự án Scotland tham gia nghiên cứu này, được hỗ trợ bởi Hiệp hội pin nhiên liệu và hydro Scotland(SHFCA).
Các dự án PURE trên Unst ở Shetland là một đào tạo mang tính đột phá và trung tâm nghiên cứu sử dụng sự kết hợp của các nguồn cung cấp phong phú của năng lượng gió và pin nhiên liệu để tạo ra một hệ thống gió hydro.Hai tua-bin 15 kW được gắn vào pin nhiên liệu 'Hypod', vật cung cấp điện cho hệ thống sưởi ấm,sáng tạo lưu trữ hydro lỏng và một sáng tạo của pin nhiên liệu để lái xe. Dự án được cộng đồng và một phần của đối tác Unst, tin tưởng sự phát triển của cộng đồng.
Ở Tây Isles một kế hoạch để kích hoạt tính năng quản lý chất thải của một nhà máy £ 10 triệu vào một cơ sở sản xuất hydro được công bố vào tháng 6 năm 2006. Hội đồng cũng đã đồng ý mua chiếc xe buýt sử dụng nhiên liệu hydro và hy vọng nhà máy mới, sẽ xây dựng trong sự hợp tác với các Phòng nghiên cứu Khí hydro địa phương, sẽ cung cấp cây xăng và nhà ở và công viên công nghiệp ở trên đảo Arnish.
ITI Energy là một công ty với mục đích tài trợ nghiên cứu và phát triển các chương trình trong lĩnh vực năng lượng. Nó là một bộ phận của ITI Scotland, bao gồm cả khoa học đời sống và bộ phận phương tiện truyền thông kỹ thuật số.. ITI Energy đã thu hút các dự án Alterg, một công ty Pháp có nghĩa là phát triển công nghệ cho việc lưu trữ hiệu quả chi phí của hydrogen.
Vào tháng 7 năm 2008, SHFCA công bố kế hoạch cho "hành lang hydro" từ Aberdeen đến Peterhead. Đề xuất liên quan đến việc xe buýt chạy bằng hydro dọc theo đường A 90 và được hỗ trợ bởi Hội đồng Aberdeenshire và Royal Mail. Tính kinh tế và ứng dụng thực tế của xe hydro đang được nghiên cứu bởi trường Đại học Birmingham ở Anh.
"Văn phòng hydro" tại Methi nhằm mục đích để chứng minh lợi ích của việc cải thiện hiệu quả năng lượng và các hệ thống năng lượng tái tạo và hydro.

## Địa phương và mối quan tâm quốc gia

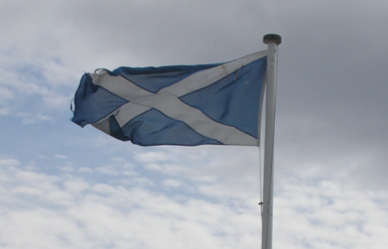
"Một cuộc chiến bảo vệ môi trường đối với các nhà bảo tồn."

Một tính năng quan trọng trong tiềm năng tái tạo của Scotland là các tài nguyên phần lớn cách xa các trung tâm dân cư chính. Điều này cũng không phải trùng hợp ngẫu nhiên. Sức mạnh của sóng, gió và thủy triều trên các bờ biển phía bắc và phía tây và với thủy điện ở vùng núi làm cho khung cảnh ấn tượng, nhưng đôi khi điều kiện sống khắc nghiệt. W. H. Murray mô tả Hebrides như là "quần đảo trên cạnh của biển, nơi những người đàn ông được hoan nghênh, nếu họ trong cơ thể chăm chỉ và tinh thần ngoan cường."
Điều ngẫu nhiên của địa lý và khí hậu đã tạo ra những căng thẳng khác nhau. Rõ ràng có sự khác biệt đáng kể giữa cơ sở sản xuất năng lượng tái tạo có kích thước khiêm tốn cung cấp tất cả các nhu cầu năng lượng của một cộng đồng trên đảo, và nhà máy điện quy mô công nghiệp tại cùng một vị trí được thiết kế để xuất khẩu điện đến các địa điểm xa đô thị. Do đó, kế hoạch với một trong các nông trại gió trên bờ lớn nhất thế giới trên đảo Hebridean của Lewis, đã tạo ra cuộc tranh luận lớn. Một vấn đề có liên quan là kế hoạch các đường dây cao áp Beauly - Denny này sẽ đưa điện từ các dự án năng lượng tái tạo ở phía bắc và phía tây đến các thành phố phía nam. Vấn đề đã đi đến điều tra công khai và đã được mô tả bởi Ian Johnston của Scotsmannhư là "trận chiến cao độ bảo vệ môi trường đối với các nhà bảo tồn và các công ty năng lượng khổng lồ chống lại chủ đất và quý tộc,tộc trưởng". Vào tháng 1 năm 2010 Jim Mather, Bộ trưởng Bộ Năng lượng, công bố rằng dự án sẽ tiến triển, bất kể các hơn 18.000 sự phản đối nhận được.
Có hỗ trợ đáng kể đối với các dự án năng lượng có quy mô cộng đồng. Ví dụ, Alex Salmond, Bộ trưởng đầu tiên của Scotland, đã tuyên bố "chúng ta có thể suy nghĩ big bằng việc cung cấp small" và mong muốn có một "triệu hộ gia đình người Scotland tiếp cận với máy phát điện tái tạo của chính mình hay của cộng đồng trong thời hạn mười năm". John Muir Trust cũng nói "những lựa chọn năng lượng tái tạo tốt nhất trên đất hoang dã quy mô nhỏ, nhạy cảm vị trí và tiếp giáp đến các cộng đồng trực tiếp hưởng lợi từ họ", mặc dù ngay cả các chương trình sở hữu cộng đồng cũng có thể gây tranh cãi.
Một vấn đề liên quan là vị thế của Scotland trong Vương quốc Anh. Nó đã bị cho rằng Anh truyền cấu trúc giá cả có trọng số chống lại sự phát triển của năng lượng tái tạo ở Scotland, một cuộc tranh luận làm nổi bật sự tương phản giữa phía Bắc thưa thớt dân cư của Scotland và đô thị hoá cao ở phía nam và phía đông của nước Anh. Mặc dù các dấu chân sinh thái của Scotland và Anh cũng tương tự như mối quan hệ giữa dấu chân này và các biocapacities của các quốc gia tương ứng hoặc không. Scotland biocapacity (một khu vực của biện pháp sản xuất sinh học) có 4,52 ha toàn cầu (GHA) trên đầu người, một số ít hơn 15% so với hiệu ứng sinh thái hiện tại. Nói cách khác, với việc giảm 15% trong tiêu thụ, dân cư người Scotland có thể sống trong năng lực sản xuất của vùng đất để hỗ trợ họ. Tuy nhiên, dấu chân sinh thái Vương quốc Anh có hơn ba lần so với biocapacity, mà chỉ có 1,6 GHA trên đầu người, nằm trong số thấp nhất ở châu Âu. Vì vậy, để đạt được cùng một kết quả trong bối cảnh Anh, tiêu thụ sẽ phải giảm khoảng 66%.
Nền kinh tế của các đất nước phát triển hiện nay rất phụ thuộc vào "nguồn" nhiên liệu hóa thạch rẻ tiền. Scotland, là một quốc gia tương đối thưa thớt dân cư với các nguồn tài nguyên năng lượng tái tạo đáng kể, có ở một vị trí duy nhất để diễn tả sự chuyển đổi sang carbon thấp, phân bố rộng rãi năng lượng kinh tế có thể được thực hiện. Một sự cân bằng cần phải được tính giữa hỗ trợ chuyển đổi này và cung cấp xuất khẩu sang các nền kinh tế của khu vực đông dân cư ở vành đai Trung ương và các nơi khác, khi họ tìm kiếm giải pháp riêng của họ. Sự căng thẳng giữa nhu cầu địa phương và quốc gia trong bối cảnh người Scotland cũng có thể vì thế diễn ra trên thị trường Anh và châu Âu rộng lớn.

## Khuyến khích năng lượng tái tạo
Mối quan tâm quốc gia về "đỉnh dầu"và thay đổi khí hậu ngày càng tăng đã khiến các chủ đề của năng lượng tái tạo nóng lên trong chương trình nghị sự chính trị. Nhiều cơ quan nhà nước và quan hệ đối tác công-tư nhân đã được tạo ra để phát triển tiềm năng. Diễn đàn phát triển năng lượng tái tạo ở Scotland, (FREDS) là một quan hệ đối tác giữa các học viện, công nghiệp và Chính phủ nhằm tạo điều kiện cho Scotland để tận dụng nguồn năng lượng tái tạo của mình. Những Diễn đàn Năng lượng tái tạo của Scotland là một tổ chức trung gian quan trọng cho ngành công nghiệp, lưu trữ hàng năm Giải thưởng Năng lượng xanh. Cộng đồng Năng lượng Scotland cung cấp kinh phí tư vấn, và cấp quỹ tài chính dự án năng lượng tái tạo được phát triển bởi các nhóm cộng đồng. Aberdeen Renewable Energy Group (AREG) là một quan hệ đối tác công-tư nhân tạo ra để xác định và thúc đẩy cơ hội năng lượng tái tạo cho các doanh nghiệp ở phía đông bắc. Trong năm 2009 AREG thành lập một liên minh với Tập đoàn Công nghiệp Bắc Scotland để giúp thúc đẩy phía Bắc của Scotland thành một "trung tâm năng lượng tái tạo quốc tế".
Ủy ban Lâm nghiệp đang hoạt động trong việc thúc đẩy tiềm năng sinh khối. Climate Change Business Delivery Group nhằm mục đích để hoạt động như một cách cho các doanh nghiệp để chia sẻ thực hành tốt nhất và giải quyết các thách thức biến đổi khí hậu. Nhiều trường đại học đang đóng vai trò trong việc hỗ trợ nghiên cứu năng lượng theo chương trình SUPERGEN, bao gồm pin nhiên liệu nghiên cứu tại Đại học St Andrews, công nghệ hàng hải tại Đại học Edinburgh, phân phối hệ thống điện tại Đại học Strathclyde và các cây trồng sinh khối tại Viện Thiên niên kỷ UHI của Đại họcOrkney.
Trong năm 2010,Lễ hội sinh viên Freshers Scotcampus 'được tổ chức tại Edinburgh và Glasgow sẽ được cả hai hỗ trợ hoàn toàn bằng năng lượng tái tạo trong một nỗ lực để nâng cao nhận thức với những người trẻ ở Scotland.

## Các sự kiện gần đây
Dữ liệu mới xuất hiện trên cơ sở thường xuyên và sự kiện quan trọng trong 2007-9 bao gồm.
Trong tháng 2 năm 2007, vận hành của các trang trại gió Braes của Doune đưa công suất lắp đặt năng lượng tái tạo của Anh lên tới 2 GW. Tổng công suất của Scotland tại tháng 10 năm 2007 là 1,13 GW từ 760 tua-bin, tăng tới 1,3 GW vào tháng 9 năm 2008 và 1,48 GW vào tháng 8 năm 2009. Trang trại gió Robin Rigg 180 MW ở Solway Firth, trang trại gió ngoài khơi lớn đầu tiên ở Scotland, dự kiến sẽ bắt đầu sản xuất vào mùa hè năm 2009.
Cũng trong năm 2007 Scotland và Southern Energy plc kết hợp với Đại học Strathclyde bắt đầu thi hành một 'Regional Power Zone' trên quần đảo Orkney. Đề án này khởi công (có thể là đề án đầu tiên thuộc loại này trên thế giới) liên quan đến "quản lý mạng lưới hoạt động ' sẽ tận dụng tốt hơn cơ sở hạ tầng hiện có và cho phép thêm 15 MW đầu ra thế hệ phi doanh nghiệp mới' từ năng lượng tái tạo trên mạng. Công ty TNHH Nhiệt và điện của Westray có liên quan trong việc phát triển một hệ thống digestor sáng tạo đang được thử nghiệm tại trang trại Tuquoy. Thiết kế bởi Sam Harcus và Colin Risbridger, nó có khả năng xử lý lên đến 1.500 tấn nguyên liệu / năm. Scotland & Southern Energy đã bị yêu cầu cung cấp cho các một công suất xuất khẩu của 40kWe. Mục đích là để giúp di chuyển theo hướng trang trại được hỗ trợ vào 100% năng lượng tái tạo.
Trong tháng 1 năm 2008 nó đã được báo cáo rằng Giáo sư Graeme Walker của Đại học Abertay đang dẫn đầu một dự án nhằm sử dụng các hạt ngũ cốc, một sản phẩm chưng cất rượu như một nhiên liệu sinh học.
Trong tháng 2 năm 2008 kế hoạch xây dựng một nhà máy năng lượng thủy triều 10MW thử nghiệm ở Pentland Firth đã được công bố bởi Tocardo Tidal Energy Ltd của Wick. Sản xuất dự kiến sẽ bắt đầu trong năm 2009. Vào tháng 9 sau đó, Scotland Power công bố kế hoạch đối với hai dự án thủy triều ở cùng một khu vực, trong khi chờ thử nghiệm thành công một thử nghiệm £ 6000000.
Vào tháng 1 năm 2009, chính phủ công bố khởi động của một "Kế hoạch không gian biển" để hoạch định tiềm năng của Pentland Firth và bờ biển Orkney và đồng ý tham gia vào một nhóm công tác kiểm tra các lựa chọn cho các một mạng lưới ngoài khơi để kết nối các dự án năng lượng tái tạo ở Biển phía Bắc với lưới điện quốc gia trên bờ. Tiềm năng của cơ chế này đã được mô tả là bao gồm cả hoạt động như một "pin 30 GW cho các năng lượng sạch của châu Âu".
Trong tháng 7 năm 2009 một nghiên cứu mới gọi là " Power of Scotland Renewed" được công khai. Kết quả của nó chỉ ra rằng nước này có thể đáp ứng tất cả các nhu cầu điện vào năm 2030 mà không yêu cầu lắp đặt đối với nhiên liệu hạt nhân hoặc hóa thạch được cung cấp.
Trong tháng 4 năm 2010 đã cấp phép đối với bốn dự án thủy điện mới với tổng công suất 6,7 MW ở Loch Lomond và Vườn quốc gia Trossachs.

## Tóm lược về tiềm năng tài nguyên của Scotland
| Công nghệ            | Công suất trong năm 2010 (GW) | Công suất tiềm năng (GW) | Tiềm năng năng lượng (TWh) hàng năm |
| -------------------- | ----------------------------- | ------------------------ | ----------------------------------- |
| Gió lục địa          | 2.1                           | 11.50                    | 45.0                                |
| Gió ngoài khơi       | 0                             | 25.00                    | 82.0                                |
| Sóng                 | 0.0008                        | 14.00                    | 45.7                                |
| Dòng thủy triều      | 0                             | 7.50                     | 33.5                                |
| Hydro                | 1.4                           | 1.63                     | 5.52                                |
| Rừng                 | 0.04                          | 0.45                     | 1.8                                 |
| Sinh khối (Trừ rừng) |                               | 0.84                     | 6.6                                 |
| Diesel sinh học      |                               | 0.14                     | 1.0                                 |
| Khí bãi rác          | 0.061                         | 0.07                     | 0.6                                 |
| Địa nhiệt            |                               | 1.50                     | 7.6                                 |
| Mặt trời             |                               |                          | 5.8                                 |
| Tổng                 | 2.8                           | 62.63                    | 236.6                               |

## Main chú thích
- Monbiot, George (2006) Heat: How to Stop the Planet Burning. London. Allen Lane.
- RSPB Scotland, WWF Scotland and FOE Scotland (February 2006) The Power of Scotland: Cutting Carbon with Scotland's Renewable Energy. RSPB et al..
- Scottish Executive (2005) Choosing Our Future: Scotland's Sustainable Development Strategy. Edinburgh.
- Scottish Renewables Forum. Market and Planning Reports (various).
- The Role of Nuclear Power in a Low Carbon Economy. (2006) Sustainable Development Commission. London.
- Royal Society of Edinburgh (June 2006) Inquiry into Energy Issues for Scotland. Final Report. Edinburgh. RSE.